# Vittorio Morelli di Popolo
Vittorio Morelli di Popolo (11. květen 1888, Turín, Italské království – 1. duben 1972, Turín, Itálie) byl italský fotbalový záložník a trenér.
Celou svou kariéru strávil v klubu Turín FC a přispěl k založení klubu.
Za reprezentaci odehrál jedno utkání a to na OH 1912 proti Finsku (2:3).
Po fotbalové kariéře se stal trenérem a vedl svůj mateřský klub celkem ve třech sezonách.

## Hráčské úspěchy

### Reprezentační
- 1x na OH (1912)